# Formacja Baruungoyot
Formacja Baruungoyot – jednostka litostratygraficzna (formacja), odsłaniająca się na Pustyni Gobi w Mongolii, datowana na późną kredę.
Dawniejszą transkrypcją toponimu, od którego pochodzi nazwa formacji, była Barun Goyot, stąd w wielu źródłach spotyka się zapis formacja Barun Goyot. Jeszcze wcześniej osady, zaliczane obecnie do tej formacji, klasyfikowano w obrębie formacji Nemegt jako jej dolną część (ang. Lower Nemegt Beds).

## Lista zwierząt odkrytych w skałach formacji Baruungoyot

### Teropody
1. Ajancingenia yanshini
2. Avimimus portentosus
3. Ceratonykus oculatus
4. Conchoraptor gracilis
5. Gobipteryx minuta
6. Hulsanpes perlei
7. Nanantius valifanovi
8. Parvicursor remotus
9. Velociraptor sp.

### Jaszczurki
1. Slavoia darevskii
2. Estesia mongoliensis
3. Ovoo gurvel
4. Proplatynotia longirostrata
5. Gobiderma pulchrum

### Dinozaury ptasiomiedniczne
1. Bagaceratops rozhdestvenskyi
2. Breviceratops kozlowskii
3. Lamaceratops tereschenkoi
4. Platyceratops tatarinovi
5. Saichania chulsanensis
6. Tarchia gigantea
7. Tylocephale gilmorei

### Zauropody
1. Quaesitosaurus orientalis

### Ssaki
1. Asiatherium reshetovi
2. Asioryctes nemegetensis
3. Barunlestes butleri
4. Catopsbaatar catopsaloides
5. Chulsanbaatar vulgaris
6. Deltatheridium pretrituberculare
7. Nemegtbaatar gobiensis